# Nicocles pictus
Nicocles pictus là một loài ruồi trong họ Asilidae. Nicocles pictus được Loew miêu tả năm 1866.